# 에스놀로그

에스놀로그: 세계의 언어(Ethnologue: Languages of the World)는 전세계 언어에 대한 통계 및 기타 정보를 제공하는 참고용 웹 및 인쇄 출판물으로서, 현존하는 가장 포괄적인 언어 목록 중 하나이다. 주로 화자들에게 본토어로 성경을 제공할 목적으로 소수 언어들을 연구하는 기독교계 비영리단체 국제 SIL(공식적으로는 하계 언어학 연구소-Summer Institute of Linguistics로 알려져 있음)가 매년 발간하고 있다. 여기서 에스놀로그는 "민족어"라는 뜻으로, 온누리의 언어(Languages of the World)라는 부제를 붙이고 있다.
에스놀로그는 통계적으로 2009년 기준으로 16번째 판에서 7,358개의 언어를 다루고 있으며(2005년 15번째 판에서 최대 6,912개, 2000년 14번째 판에서 최대 6,809건) 화자, 위치, 사투리, 언어학적 관계, 성경의 이용 가능성 등을 제공한다.

## 같이 보기
- 언어